# Puybegon
Puybegon is een gemeente in het Franse departement Tarn (regio Occitanie) en telt 483 inwoners (2004). De plaats maakt deel uit van het arrondissement Castres.

## Geografie
De oppervlakte van Puybegon bedraagt 18,9 km², de bevolkingsdichtheid is 25,6 inwoners per km².
De onderstaande kaart toont de ligging van Puybegon met de belangrijkste infrastructuur en aangrenzende gemeenten.

## Demografie
Onderstaande figuur toont het verloop van het inwonertal (bron: INSEE-tellingen).